# Asota kosemponis
Asota kosemponis är en fjärilsart som beskrevs av Embrik Strand 1915. Asota kosemponis ingår i släktet Asota och familjen nattflyn. Inga underarter finns listade i Catalogue of Life.